# هلور سفلی
هلور سفلی، روستایی از توابع بخش مرکزی شهرستان اسدآباد در استان همدان ایران است که مردم آن به زبان کُردی صحبت میکنند.

## جمعیت
این روستا در دهستان سید جمال‌الدین قرار دارد و براساس سرشماری مرکز آمار ایران در سال ۱۳۹۵، جمعیت آن ۲۱۷ نفر (۶۹خانوار) بوده‌است.